# گریس فاندروال
گریس اوری وندروال (به انگلیسی: Grace Avery VanderWaal) (زادهٔ ۱۵ ژانویه ۲۰۰۴) خواننده و ترانه سرای آمریکایی و برنده فصل یازدهم استعداد یابی آمریکا می باشد. گریس برنده جایزه موسیقی ام‌تی‌وی اروپا به عنوان هنرمند موفق، هنرمند آینده دار در جوایز برگزیده نوجوانان و بهترین خواننده رو به رشد در جوایز زنانه بیلبورد شده است. گریس در هتل و کازینوی پلانت هالیوود در لاس وگاس، مدیسن اسکوئر گاردن و المپیک زمستانی معلولین اجرا داشته است.اولین تتو خودش را به همراه پدرش از طریق Rockland به شکل فیل زده!
جدیدترین فیلم او در سال 2020 منتشر شد ،به نام دختر ستاره ای " stargirl" که همراه گراهام نقش ایفا کرده اند.

## آلبوم ها
Perfectly Imperfect [EP] 2016
-Just The Begining 2017
Letters volume1 2019

## فیلم‌شناسی
- دختر ستاره ای (۲۰۲۰)